# 田辺智沙
田辺 智沙（たなべ ちさ、12月23日 - ）は、日本の作詞家、作曲家、編曲家。本名は田畑 智砂で現在は弁護士。日音、Happy GO Luckyに所属していた。

## 経歴
5歳からピアノを習い始め、16歳でバンド活動を行い、世話になっていた事務所のマネージャーが自分が作った曲を気に入ったことで商業活動に誘われた。1985年、共立女子高等学校卒業、1989年、上智大学法学部法律学科卒業。大学時代からアルバイトで作曲の仕事や歌手をやっており、時代はバブル景気の最中であったことから音楽業界も出せば売れる市場で、経験が浅い自分にも仕事がそれなりにあった。バンドはデビュー前に解散するが、23歳でVAPヴォーカル・オーディション最優秀審査員賞受賞、1990年、林哲司に見出されて作詞家になる。プロ初作品は1992年、吉野千代乃の『Diving in the rain』。1993年作曲家デビュー、そして編曲にも進出。広末涼子、松下萌子、内田有紀ら、J-POPの女性歌手への作品提供が多い。また、『ギャラクシーエンジェル』などアニメ作品の主題歌でも活動。
音楽業界に入って20年近く経った頃、田辺が作っていたJ-POPは若者向けで、自分が30代半ばを過ぎて疑問を持つようになり、若手の中から才能を持った人が何人も現れるのに自分は60歳になるまで仕事を続けられるのか自信がなくなってきていたとき、3人の子供を育てる母親として児童虐待など社会問題に関心を寄せ、子供たちの代弁者として法律家になって人権問題に携わりたい気持ちがわいてきた。大学時代は法学部で弁護士になることも頭の片隅にはあったがその頃は音楽のことばかりで法律はそれなりにはわかっていたつもりだがほとんどわからなかったが、2008年に慶應義塾大学大学院法務研究科入学、2010年に卒業、司法試験に合格。
2012年にパートナーズ法律事務所に勤務、そこの所長と知り合いだったM&Aコンサルタントから日本人弁護士が欲しいとの誘いを受け、2014年にタイ王国バンコクのサムアイシティ法律事務所に勤務、タイでの弁護士資格は持っていないためコンサルタントとして行くことになり、得意の英語を活かして活動、夫を日本に残し、子供3人を連れて行った。2016年に帰国、元々子供の人権問題に取り組みたく弁護士を目指したがタイでは企業法務が多かったためできず、独立志向になり、2018年にマーザーバード法律事務所を設立。

## 作品
- 『こんな日は早起きしてあなたに会いたい』（作詞・作曲：田辺智沙、編曲：岩崎文紀、歌：近藤名奈）
- 『私がついてるじゃない?』（作詞：秋元康、作曲：田辺智沙、編曲：西平彰、歌：ともさかりえ）

## 著書
- 海外駐在弁護士が解説する中国・タイ・ベトナムの労働法の実務Q&A（2018年、労働調査会） - 五十嵐充、藤井嘉子、杉田昌平との共著